# Alsike kloster
Alsike kloster är ett kloster inom Svenska kyrkan och som tillhör den evangeliska väckelserörelsen Helgeandssystrarna. Klostret ligger vid Alsike kyrka i Alsike socken och Knivsta kommun, 15 km söder om Uppsala. Klostrets verksamhet är en del av det återuppvaknade intresse för ordensliv inom de reformerade kyrkorna i Europa som uppstod under 1900-talet.

## Bakgrund
Helgeandssystrarna är en del av en evangelisk väckelse under 1900-talet som bland annat ledde till inrättandet av kommuniteten i Taizé. Syster Marianne hade levt som novis i den engelska klosterorden Order of the Holy Paraclete och inledde ett kommunitetsliv i Bromma 1955 tillsammans med syster Ella. År 1958 flyttade man, på domprost Olof Herrlins uppmaning, till en studentvåning om elva rum på Trädgårdsgatan 16 C i Uppsala där man höll till fram till 1964 samtidigt som man drev en retreat i Skepptuna.
År 1964 flyttade de till den nedlagda skolan bredvid Alsike kyrka och har sedan dess bedrivit sin verksamhet där. År 1975 byggdes det tidigare magasinet om till gästhus och 1980 utvidgade man kapellet, som inrymts i skolans tidigare slöjdsal. 18 oktober 1980 invigdes kapellet och marken runt byggnaderna till kloster av Olof Herrlin.
År 2009 startade de, tillsammans med några församlingsbor, Sankt Nikolai ideella förening med syfte att stödja Helgeandssystrarnas verksamhet.  År 2017 bytte gruppen namn till Alsike klosterbys vänner.

## Kommunitet
År 2019 bestod kommuniteten av två systrar; syster Marianne (Nordström, född 17 september 1925 i Indien, död 14 juni 2023 i Alsike) och syster Karin (Johansson, född 9 augusti 1958). Den tredje medlemmen av kommuniteten, syster Ella (Persson, född 12 maj 1923 i Stockholm), avled 30 januari 2016. 29 november 2019 installerades syster Karin som ny priorinna efter syster Marianne som år 2014 drabbades av en stroke och då lämnade över sina arbetsuppgifter. Installationen utfördes av förre ärkebiskopen Gunnar Weman. År 2025 bestod kommuniteten av syster Karin, syster Rose (Nyaore, född 31 december 1989 i Kenya), samt novisen Elisabeth (Andersson, född 1 augusti 1992).

### Galleri

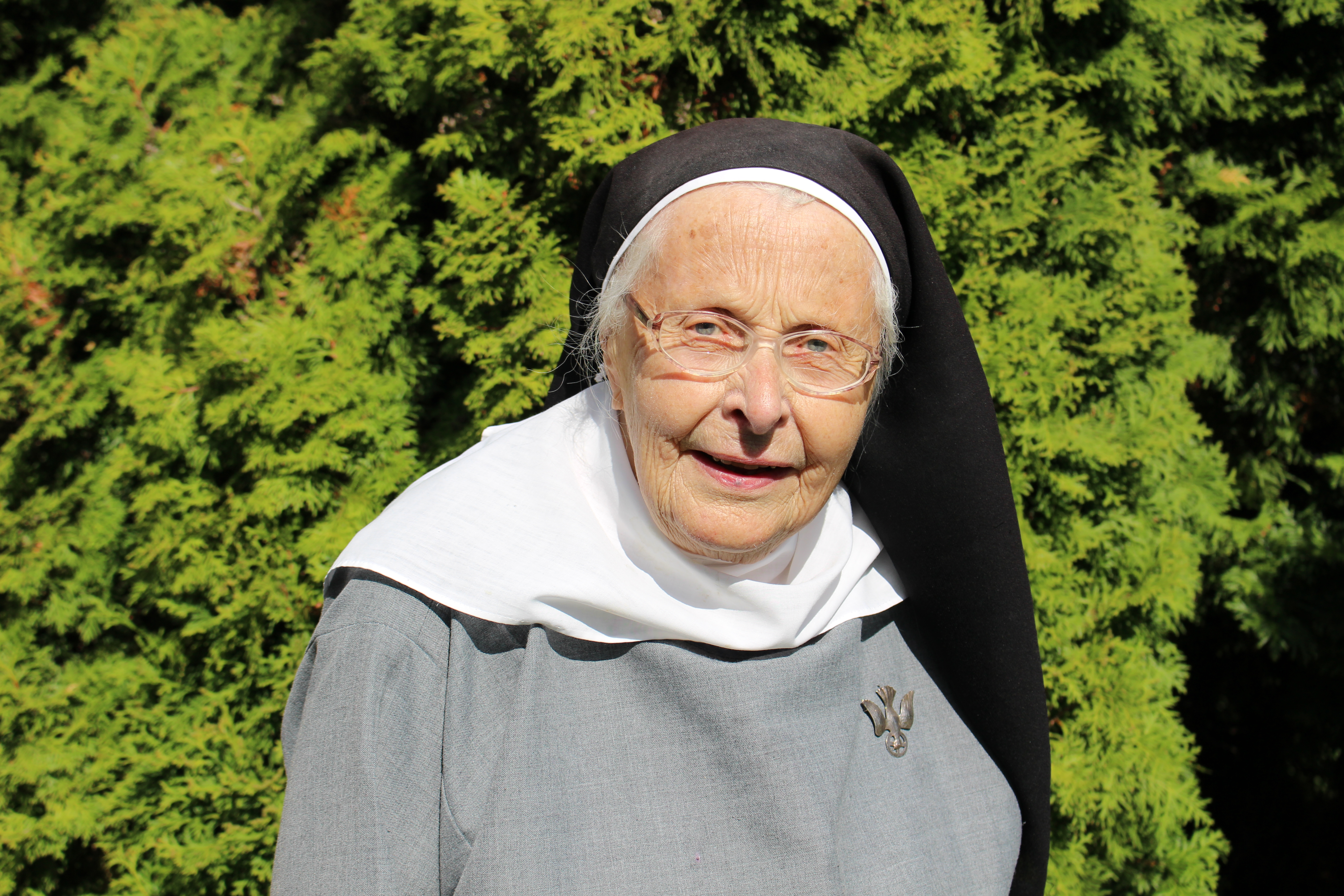
Syster Marianne, 2017
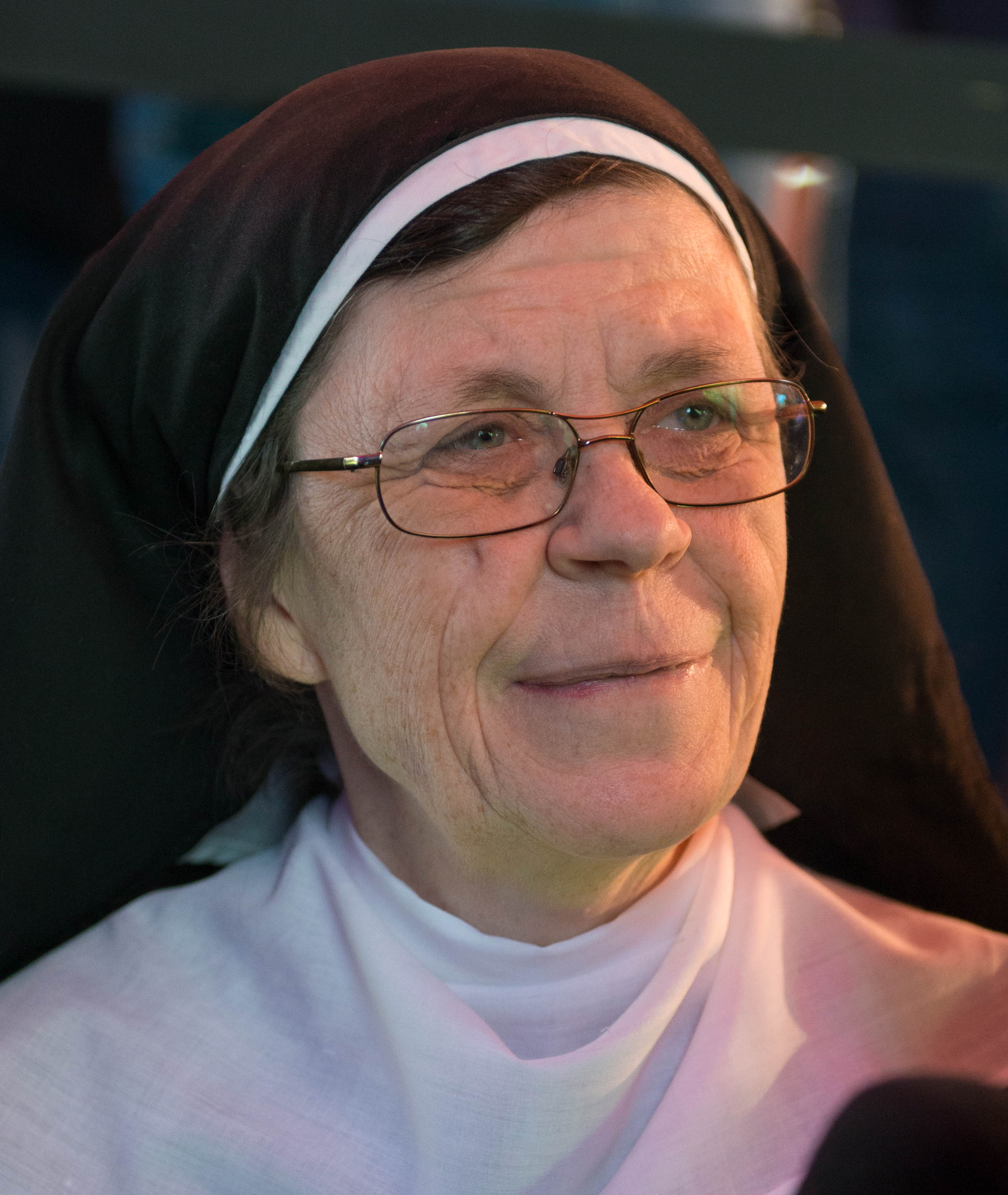
Syster Karin, 2015

## Fristad
Helgeandssystrarna har sedan 1978 förenat klostrets vanliga verksamhet med att bereda bostad åt personer som fått avslag på ansökan om politisk asyl i Sverige. År 1990 förklarade man formellt klostret vara en kyrklig fristad för flyktingar. Den 24 november 1993 gjorde polisen en husrannsakan (enligt 20 § polislagen) för eftersökande av utlänningar i klostret, något som vållade mycket stor uppmärksamhet. Inga nya ingripanden har skett sedan dess. År 2014 utsågs nunnorna till årets svenska hjältar för sitt arbete med flyktingar.

## Dagordning
Systrarnas böneverksamhet följer tidegärden:
- Laudes (bes i enskildhet)
- Frukost
- 09.00 Ters
- 12.00 Sext
- 13.00 Middag
- 15.00 Non
- 18.00 Vesper
- 18.30 Kvällsmat
- 20.00 Completorium eller vigilia

Därtill håller man mässa i kapellet varje tisdag och fredag kl 08.30. Vid dessa två gudstjänsttillfällen välkomnas besökare till mässan.